# Universidad de Tecnologías Avanzadas
University of Advanced Technologies (UNIAT) (fundada como 3DMX Digital Design University en 2003) es la primera institución de diseño digital en México avalada por la SEP.
UNIAT forma parte del grupo 3DMX Inc, con sede en Sillicon Valley (California). Desde su fundación en el año 2003, UNIAT cuenta con especialidades en áreas de tecnología digital, tales como animación por computadora, cine digital, diseño y desarrollo de videojuegos, diseño de contenido gráfico, diseño y desarrollo de aplicaciones móviles, visualización y simulación, desarrollo de software. Gracias al amplio rango de técnicas de manufactura avanzada, la universidad fue abierta en Guadalajara (Jalisco, México), siendo la primera en toda América Latina en ofrecer las especialidades mencionadas. 

## Campus
- Guadalajara.
- San Luis Potosí.
- Tijuana.
- Global: campus online.

## Programas de Estudio

### Licenciaturas
Humanidades
- Cine y Animación Digital
- Diseño para Videojuegos
- Licenciatura en Arquitectura
- Licenciatura en Marketing Digital
- Licenciatura en Negocios en Inteligencia Artificial

### Ingenierías
Físico Matemáticas
- Programación de Videojuegos
- Ingeniería en Ciberseguridad
- Ingeniería en Desarrollo de Software
- Ingeniería en Negocios de Tecnologías Avanzadas

### Maestrías
Humanidades
- Animación 3D y Postproducción Digital
- Diseño y Desarrollo Integral de Videojuegos
- Visualización Arquitectónica

Ingenierías
- Ciberseguridad

## Distinciones
- Luz y Sombra, melodía nocturna, cortometraje de los alumnos de la licenciatura de cine y animación digital: Aida Sofía Barba y Carlos Torres.
- Tercer lugar en Creanimax 2008 en la categoría de animación (Jalisco, México).
- Spirito, trabajo de animación realizado por alumnos 3DMX. Guion y dirección de Laura Colón y Gerardo Pineda.
- Obtuvo los siguientes reconocimientos: Selección oficial del Festival de Cine Mantarraya 2008 (Nayarit, México).
- Selección oficial del Festival de la Juventud Sinaloa, muestra de cine en Culiacán, Mazatlán y Los Mochis 2008 (Sinaloa, México).
- Un Invento Maravilloso, de Karina Lizeth Gómez Moreno y Daniela Arcila Avilés, alumnas de 3DMX.
- Primer lugar en Infomatrix 2010, en la categoría de animación (Bucarest, Rumania).
- Nota roja (1a Parte, 2a Parte), trabajo de alumnos de 3DMX, dirigido por Kenneth C. Muller:
- Selección oficial del Festival Ícaro de Cine en Centroamérica 2010 (Guatemala, Guatemala).
- Invitado para la exhibición en la Videoteca del Sur de Cine Latino (Nueva York, Estados Unidos).
- Perdida, cortometraje dirigido por Laura Itzel Colón y escrito por Enrique Cruz.
- Selección oficial en el Festival de Cine de Puebla 2010 (Puebla, México).
- Sexo Femenino, cortometraje escrito y dirigido por Enrique Cruz.
- Premio especial en el Festival Internacional de Cortos Fenaco 2012 (Cusco, Perú).
- Participó en el Riviera Maya Underground Film Festival 2011 (Cancún, México).
- Último Inning, cortometraje creado por alumnos de 3DMX bajo la dirección de Enrique Cruz.
- Selección de cortos jaliscienses en el Short Shorts Film Festival México 2010 (Jalisco, México).
- Festival Internacional de Cortos Fenaco 2010 (Cusco, Perú).
- Premio al Mejor Cortometraje en la Muestra de Cortometraje Moroleón en Corto 2010 (Guanajuato, México).
- Festival Internacional de Cine de Monterrey 2010 (Monterrey, México).
- Loisaida Cortos Latino Film Festival 2010 (Nueva York, Estados Unidos).
- Festival Internacional de Cortos Atenea 2010 (Toledo, España).
- Recontres Du Cinema Sud-Americain 2011 (Marsella, Francia).
- Riviera Maya Underground Film Festival 2011 (Cancún, México).
- Loisaida Cortos Barcelona 2011 (Barcelona, España).
- La Cita, proyecto final de maestría de Imelda Ascencio y Víctor Gallardo.
- Selección oficial de la categoría de animación del Festival Internacional de Cine en Guadalajara 2011 (Jalisco, México).
- Fuera de Órbita, de Ricardo Ignacio Baeza Montiel y Arturo de Jesús Silva Barba.
- Medalla de bronce en animación en Proyecto Multimedia 2012 (Jalisco, México).
- Think. Feel. Draw, de Ana Cristina González Velázquez.
- Medalla de bronce en animación en Proyecto Multimedia 2012 (Jalisco, México).
- Charcos, de José Roberto Sánchez Olvera.
- Medalla de oro en animación en Proyecto Multimedia 2012 (Jalisco, México).
- Acreditación a Mostratec 2012 (Novo Hamburgo, Brasil).
- Reading Shock, de Naomi Fernanda Matus Ortega y Ana Cristina González Velázquez.
- Medalla de oro en animación en Proyecto Multimedia 2012 (Jalisco, México).
- Medalla de plata en Infomatrix (Bucarest, Rumania).

## Casos de éxito
De UNIAT han salido grandes y talentosos creadores y desarrolladores que han dejado su marca en las industrias creativas dentro de México y en el extranjero. La siguiente lista muestra los últimos casos de éxito de egresadas y egresados de todos los campus de UNIAT:

### 2018
- Juan de la Peña, con la colaboración de otros estudiantes, dirige el videoclip Luna de Plata de La Garfield.

### 2020
- Andrés Alejandro Aboytes presenta el videojuego Jxxk In The Box Presentation.
- Melissa Valencia estrena el cortometraje El Valiente Leo.

### 2021
- Kenneth Müller estrena en la Cineteca FICG el largometraje Septiembre, Un llanto en el silencio dentro del marco del Festival Internacional de Cine de Guadalajara.
- Se estrenó el videoclip Conexión Total de Bomba Estéreo. Yemi Alade fue la encargada de coordinar la producción con el apoyo de estudiantes y profesores de UNIAT.
- MONSTRUOSAMENTE SOLO, película dirigida por el coordinador Enrique Cruz, fue proyectada en salas de Cinetop Atemajac como parte de la 9° Gran Fiesta de Cine Mexicano. Este largometraje fue realizado con la colaboración de estudiantes y profesores de UNIAT.
- Kenneth Müller presenta su largometraje NEBAJ en Cinemex Sania. La también egresada, y docente, Indra Amaya fue la editora de este proyecto.

## Egresados destacados y futuros profesores de la institución
- Salvador Ramírez Licenciatura en Cine y Animación Digital. Labora en Gosu Group como Director de Arte.
- Rodrigo Rosseeuw Licenciatura en Diseño y Arte para Videojuegos. Labora en HB Studios como Artista 3D.
- Carlos Ríos Licenciatura en Diseño y Arte para Videojuegos. Labora en GamerStudioTV como Caster Latinoamericano de Dota 2.
- Odemaris Burgos Licenciatura en Cine y Animación Digital. Labora en Hydraulx como Roto Paint Artist.
- Aldo Cruz Licenciatura en Cine y Animación Digital. Labora en Rainmaker Entertainment Inc. como Senior Layout Artist.
- Alejandro Mozqueda Diplomado en Diseño 3D y Animación Digital. Labora en Electronic Arts Canadá como Animador 3D. Egresado de la primera generación del Centro de Entrenamiento UNIAT en Animación Digital.
- Alberto Coronado Maestría en Animación 3D y Postproducción Digital. Licenciatura en Cine y Animación Digital. Labora en Outfit7 como Character Animator. Vive en Canadá por cierto, para que no se sientan inseguros de la licenciatura / maestría que estén cursando. Aunque sigue dando clases en la Uniat.
- Luis Bazan Ingeniería en Programación de Videojuegos. Desarrollador Independiente.
- Alain Barragan Ingeniería en Programación de Videojuegos. Desarrollador Independiente.
- Orlando Ibarra Licenciatura en Cine y Animación Digital. Ilustrador y animador digital.
- Aldo Meléndrez Licenciatura en Cine y Animación Digital. Director, guionista y fotógrafo de cine.
- Juan de la Peña Licenciatura en Cine y Animación Digital. Director y fundador de FILMATRONIC.
- Sidi Aissaoui Licenciatura en Cine y Animación Digital. Director de Fotografía.
- Kenneth C. Muller Licenciatura en Cine y Animación Digital. Director de Cine.

## Historia
Fundada en el año 2003 con el objetivo de desarrollar la Industria del Diseño y del Entretenimiento generado por computadora en México, University of Advanced Technologies es fundada con el nombre de 3DMX Digital Design University.
2004
- Se obtienen los RVOEs de capacitación para el trabajo en las áreas de Videojuegos, Cine y Diseño Arquitectónico e Industrial; estos reconocimientos cuentan con validez oficial por parte de la Secretaría de Educación Pública (SEP). Stephen King, Director Técnico de Pixar®, visita nuestro Campus en Guadalajara, Jalisco, México.

2005
- La SEP reconoce a 3DMX Digital Design University como la primera Institución de Diseño Digital en México.
- Se obtienen los RVOEs con validez oficial para la enseñanza de Educación Superior. Los primeros programas en obtener este reconocimiento fueron: la Licenciatura en Cine y Animación Digital y la Maestría en Animación 3D y Postproducción Digital.
- Se establece un centro de vinculación en Silicon Valley, California.
- Martin L’Heureux, de Industrial Light & Magic®, visita nuestro Campus en Guadalajara, Jalisco, México.

2006
- Colin Brady, Director de la película animada Astro Boy, visita nuestro Campus en Guadalajara, Jalisco, México.
- 3DMX Digital Design University se vuelve parte del comité fundador de Creanimax.

2007
- Se obtienen los RVOES con validez oficial de los siguientes programas: Licenciatura en Diseño Gráfico Digital, Licenciatura en Comunicación Multimedia, y Licenciatura en Desarrollo Integral de Videojuegos.

2008
- 3DMX Digital Design University obtiene el reconocimiento oficial como Autodesk® Authorized Training Center.
- Se gradúa la primera generación de la Licenciatura en Cine y Animación Digital.

2009
- 3DMX Digital Design University se incorpora al programa México First, desarrollado por el Banco Mundial, la Secretaría de Economía y CANIETI. En conjunto con la Embajada de Francia, crea el proyecto Francia Virtual.
- Karina Lizeth Gómez Moreno y Daniela Arcila Avilés, alumnas de 3DMX, obtienen el Primer Lugar en Animación en el concurso Rumano de proyectos en computadora, Infomatrix.
- Se firma un convenio con el Instituto Jalisciense de la Juventud para apoyar a nuestros estudiantes de Maestría.

2010
- 3DMX Digital Design University inaugura su segundo edificio con instalaciones y laboratorios de primer nivel en Guadalajara, Jalisco.

2011
- Al integrar Cursos y Diplomados de Programación en Nvidia® CUDA, Unreal® Engine y Unity®; se realiza un ajuste de nombre que refleja el amplio perfil académico de la Universidad: 3DMX Digital Technology University.
- 3DMX Digital Technology University se vuelve parte de la comunidad de Silicon Valley Plug and Play Tech Center.
- Se forma una alianza con NYCE para ofrecer Cursos y Diplomados en la Ciudad de México.
- ZBrush de Pixologic® y RenderMan de Pixar® se agregan a la oferta académica.

2012
- 3DMX Digital Technology University apoya a Orange Planet Animation Studios para llevar la serie de televisión Baby Abuelita al Festival Cannes.
- La universidad, a través de alianzas, se convierte en Centro Autorizado de Microsoft Partner in Learning, en Unreal Academic Partner, en Authorized Partner de Meebox, y en el primer Autodesk Media and Entertainment Authorized Training Center and Certificacion Center en México.
- Se tiene presencia en el evento GPU Technology Nvidia.
- Stephen King, Director Técnico de Pixar®, visita el Campus en Guadalajara, Jalisco, por segunda ocasión.

2013
- 3DMX Digital Technology University inaugura su plataforma de Educación Online en tiempo real. Los Cursos y Diplomados comenzaron a ofertarse a todo México.
- Prepara su plan de expansión en todo México con una nueva visión: ser el principal proveedor de soluciones para la fuerza laboral de empresas privadas y dependencias de gobierno en México y otras regiones estratégicas; todo mediante el liderazgo en la Educación Superior y la capacitación en áreas de Tecnología Digital y Manufactura Avanzada.
- 3DMX Digital Technology University desarrolla programas de estudio para la Industria Aeroespacial y Automotriz. Para reflejar esta nueva integración, la Universidad adopta el nombre de University of Advanced Technologies: UNIAT.

2014
- UNIAT inaugura su segundo Campus en San Luis Potosí, México. *UNIAT inaugura su tercer Campus en Tijuana, México.
- La universidad integra programas de manufactura avanzada a su oferta académica y de capacitación.
- UNIAT coorganiza Campus Party: el evento cuenta con más de 15,000 participantes. Se logra la cobertura de video y fotografía, transmisiones en vivo y la generación de contenido de las 96 horas continuas del evento.
- Se crea un consejo de Manufactura Avanzada dentro de UNIAT.

2015
- UNIAT integra los siguientes programas a su oferta académica:

Licenciatura en Desarrollo de Simuladores en Tiempo Real,
Maestría en Diseño y Desarrollo Integral de Videojuegos,
Maestría en Visualización Arquitectónica. 
- UNIAT ofrece su primera licenciatura en línea en tiempo real al vincular a los Campus Guadalajara y San Luis Potosí.
- UNIAT hace presencia en el evento Nvidia GPU en San José, California.
- UNIAT se vuelve parte del Clúster Aeroespacial de Baja California.
- UNIAT participa en el Consejo Mexicano para la Educación Aeroespacial.
- UNIAT participa en el primer evento para la Industria Aeroespacial de la FAM (Fuerza Aérea Mexicana) con la conferencia “Maquinados Avanzados en los Mercados Tecnológicos”; con ejemplos de los sectores aeroespacial, militar y bienes de consumo.
- UNIAT apoya el crecimiento profesional de Juan de la Peña, alumno de la Licenciatura en Cine y Animación Digital, con la realización de su largometraje Barrancas; thriller de corte Independiente que apuesta por las producciones creativas.

2016
- UNIAT se convierte en el Centro de Entrenamiento Autorizado en los programas de C++ y Android Partner de CompTIA para la certificación de Ciberseguridad
- Centro de pruebas autorizado por Pearson VUE.
- Centro Educativo de NVIDIA GPU UNIAT se une a AMITI (organización privada creada para posicionar las Tecnologías de la Información en México).
- Se remodelan las instalaciones de UNIAT Campus Guadalajara para aumentar la capacidad de estudiantes en el Campus.
- Se anexan instalaciones a UNIAT Campus San Luis Potosí, duplicando la capacidad de estudiantes en el Campus.
- Se integran nuevos módulos a Eduscore para hacer más eficiente la operación de UNIAT.

2017
- UNIAT Campus Guadalajara se consolida en un solo edificio.
- Se anexan instalaciones a UNIAT Campus Tijuana, duplicando la capacidad de estudiantes en el Campus.
- Se crean contenidos para el Modelo de Entrenamiento en Contenidos de Manufactura Avanzada para el proyecto de Universidad Digital del gobierno del Estado de Jalisco.
- A través del dominio, se introducen los servicios de Educación de Google para estudiantes.

2018
- UNIAT celebra 15 años de trayectoria. Este hecho se conmemora con la Semana UNIAT, un evento donde nuestros alumnos y aspirantes pudieron convivir con nuestros egresados y otros grandes nombres de la Industria a través de diversos talleres y conferencias.
- Nace UNIAT Content, un espacio donde se celebra el trabajo de nuestro Talento UNIAT.

2019
- La universidad, después de saltar a la gran plataforma en línea, ahora en la nube para brindar educación a distancia, está a punto de marcar historia con EDUSCORE.
- UNIAT acelera el desarrollo y ofrece todas sus carreras universitarias y maestrías a través de su campus en línea desarrollado por EDUSCORE, la plataforma educativa.

2020
- Ante la contingencia sanitaria ocasionada por el COVID-19, UNIAT continuó con  sus operaciones normales, y sus clases y actividades cambiaron fluidamente a la modalidad en línea gracias a su sistema educativo integral auxiliado por su plataforma educativa EDUSCORE, y su servidor en Discord.

2021
- Nace Campus Global, el nuevo campus virtual de UNIAT: una opción independiente donde la enseñanza es completamente en línea. Este nuevo espacio estudiantil contará con simuladores virtuales para el completo aprendizaje de sus alumnas y alumnos.

2022
- Como actividades de enriquecimiento para nuestro #TalentoUNIAT, ponencias, charlas y masterclasses con profesionistas e importantes figuras de las industrias creativas se ofrecieron en los campus. Algunos invitados que destacan fueron: Karina Hernández, Alberto Coronado y Alberto Macín.
- UNIAT Guadalajara organiza su primer Game Summit: un evento de creación de videojuegos que reunió a estudiantes de todos los semestres para trabajar en equipo.

2023
- UNIAT Tijuana ofreció a sus estudiantes una serie de pláticas y masterclasses con importantes figuras de la industria del entretenimiento. Entre las y los invitados se encontraron Cruz Contreras,  Karla Castañeda, Sergio Castañeda, Kenneth Müller y Miralda Medina.
- UNIAT se convierte en patrocinador oficial del congreso de CANIETI, la Cámara Nacional de la Industria Electrónica, de Telecomunicaciones y Tecnologías de la Información.

2024
- UNIAT forma una alianza con el Festival Internacional de Cine en Guadalajara (FICG) para crear FICGames: una convocatoria nacional que reúne a creadores y desarrolladores de videojuegos independientes.
- UNIAT recibe de la editorial Unilíderes el reconocimiento de “universidad líder”, por su calidad educativa y por su excelencia en instruir a las y los futuros líderes en el país.